# James Sevier Conway
James Sevier Conway, né le 4 décembre 1796 dans le comté de Greene (Tennessee) et mort le 3 mars 1855 dans le comté de Lafayette (Arkansas), d'une pneumonie, est un homme politique démocrate américain. Il est gouverneur de l'Arkansas entre 1836 et 1840.

## Sources
- (en) Cet article est partiellement ou en totalité issu de l’article de Wikipédia en anglais intitulé « James Sevier Conway » (voir la liste des auteurs).